# Casa Candace Allen
La casa Candace Allen es una casa histórica ubicada en 12 Benevolent Street en el vecindario College Hill de la ciudad de Providence, la capital del estado de Rhode Island (Estados Unidos). Nombrado en honor a Candace Allen la hermana mayor de Zachariah Allen, propietario de un molino de Providence.

## Descripción
La casa de estilo federal fue construida entre 1818 y 1820 por el arquitecto local John Holden Greene y se agregó al Registro Nacional de Lugares Históricos en 1973. Es un edificio de ladrillo de dos pisos con un techo a dos aguas rematado por una pequeña sección de monitores. Tiene cinco tramos de ancho, con una entrada central protegida por un pórtico sostenido por columnas corintias y una ventana elíptica arriba. El interior sigue un plano típico de salón central y tiene detalles interiores elaborados que incluyen repisas de mármol, una escalera en forma de U, cornisas de techo, molduras recortadas y puertas de nogal con herrajes plateados.
Candace Allen era la hermana mayor de Zachariah Allen, inventor y propietario de un molino de Providence. Su prometido murió en la guerra de 1812 y ella nunca se casó. La casa estaba, a partir de su inclusión en el Registro Nacional de 1973, todavía en manos de la familia Allen.